# Parlement basque
XIIIe législature
Ancien Institut Ramiro de Maeztu
Le Parlement basque (en basque : Eusko Legebiltzarra ; en espagnol : Parlamento Vasco) est l'institution qui exerce le pouvoir législatif dans la Communauté autonome du Pays basque. Son siège se trouve dans la capitale basque, Vitoria-Gasteiz.

## Histoire
L'origine du Parlement remonte au statut de 1936 qui prévoit sa création, mais l'éclatement de la guerre civile la même année, et le faible temps d'application de ce dernier sur le sol basque, seulement neuf mois, rendent impossible sa mise en pratique.
Le Parlement naît en 1979 après l'approbation du statut d'autonomie du Pays basque. Il tient sa première session dans l'historique maison des Juntes de Guernica le 31 mars 1980, à l'ombre de l'arbre de Guernica.

## Fonctions
Le Parlement, qui représente l'ensemble des citoyens du Pays basque, approuve les lois et les budgets, élit le président du gouvernement (lehendakari), approuve et contrôle l'action du gouvernement.

## Siège
Après la Maison des fors de Guernica, le Parlement siège brièvement dans le palais de la Députation forale de Biscaye, à Bilbao, avant de s'installer définitivement à partir de 1982 dans l'ancien Institut Ramiro de Maeztu à Vitoria-Gasteiz.
Le pupitre est surmonté par une œuvre d'art en chêne réalisée pour l'occasion par le sculpteur, peintre et réalisateur de cinéma Néstor Basterretxea, originaire de Bermeo. Elle reflète à travers ses branches les sept territoires basques. Au centre de la sculpture est fixé par marqueterie un morceau du vieil arbre de Guernica, dépositaire de la tradition forale basque.

## Composition et élection

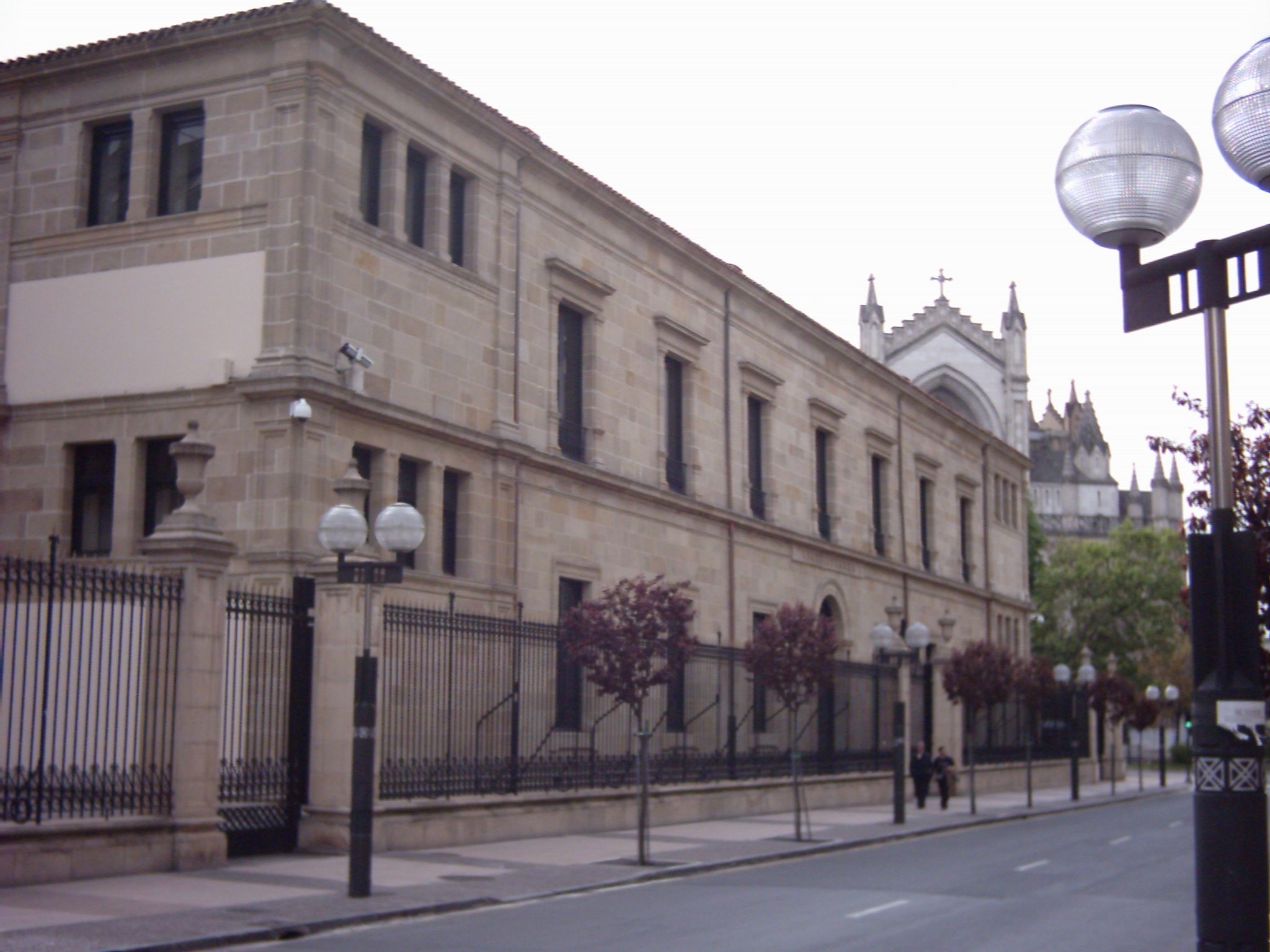
Vue extérieure du siège du Parlement basque à Vitoria-Gasteiz.

Le Parlement basque est composé de soixante-quinze députés qui représentent les citoyens des trois territoires historiques qui forment la Communauté autonome du Pays Basque. Les provinces d'Alava, de Biscaye et de Guipuscoa apportent chacune au Parlement le même nombre de députés chacun, bien que leur démographie soit très différente. Toutes les sessions qui ont lieu dans le Parlement basque se déroulent dans chacune des deux langues officielles du Pays basque, le basque et l'espagnol. 